# Швейцария на зимних Олимпийских играх 1968
Швейцария принимала участие в Зимних Олимпийских играх 1968 года в Гренобле (Франция) в десятый раз, и завоевала две бронзовые и четыре серебряные медали. Сборная страны состояла из 34 спортсменов (29 мужчин, 5 женщин).

## Медалисты
| Медаль  | Спортсмен                                        | Вид спорта        | Дисциплина                 |
| ------- | ------------------------------------------------ | ----------------- | -------------------------- |
| Серебро | Вилли Фавр                                       | Горнолыжный спорт | Мужчины, гигантский слалом |
| Серебро | Алоис Келин                                      | Лыжное двоеборье  | Мужчины                    |
| Бронза  | Жан Вики Ханс Кандриан Вилли Хофман Вальтер Граф | Бобслей           | Мужчины, четвёрки          |
| Бронза  | Жан-Даниэль Детвилер                             | Горнолыжный спорт | Мужчины, скоростной спуск  |
| Бронза  | Фернанда Бошате                                  | Горнолыжный спорт | Женщины, гигантский слалом |
| Бронза  | Йозеф Хаас                                       | Лыжные гонки      | Мужчины, 50 км             |